# Specimen Ridge
Specimen Ridge ist ein etwa 13,7 km langer Grat am Südrand des Lamar Valley im Yellowstone-Nationalpark im Nordwesten des US-Bundesstaates Wyoming. Der Bergrücken trennt das Lamar Valley vom Mirror Plateau und hat eine Höhe von 2686 m. Der Kamm verläuft von Nordwesten nach Südosten bis zum Amethyst Mountain. Specimen Ridge ist bekannt für seine Fülle von Amethysten, Opalen und versteinertem Holz. Früher wurde er von lokalen Bergleuten als Specimen Mountain bezeichnet und wurde wahrscheinlich lange vor 1870 benannt. Die Südseite des Bergrückens wird vom 30,3 km langen Specimen Ridge Trail zwischen Tower Junction und dem Soda Butte Creek durchquert.

## Geologie
Specimen Ridge besteht aus einer geologischen Formation, die als Lamar River Formation bekannt ist. Innerhalb des Gebietes rund um den Berg ist sie über 130 m dick und besteht überwiegend aus Konglomerat und geringeren Anteilen aus Sandstein und Schluffstein. Die Konglomerate bestehen aus einer Vielzahl von Schlammflussablagerungen (Lahar) und mäandernden Bachablagerungen.

## Yellowstone Petrified Forest

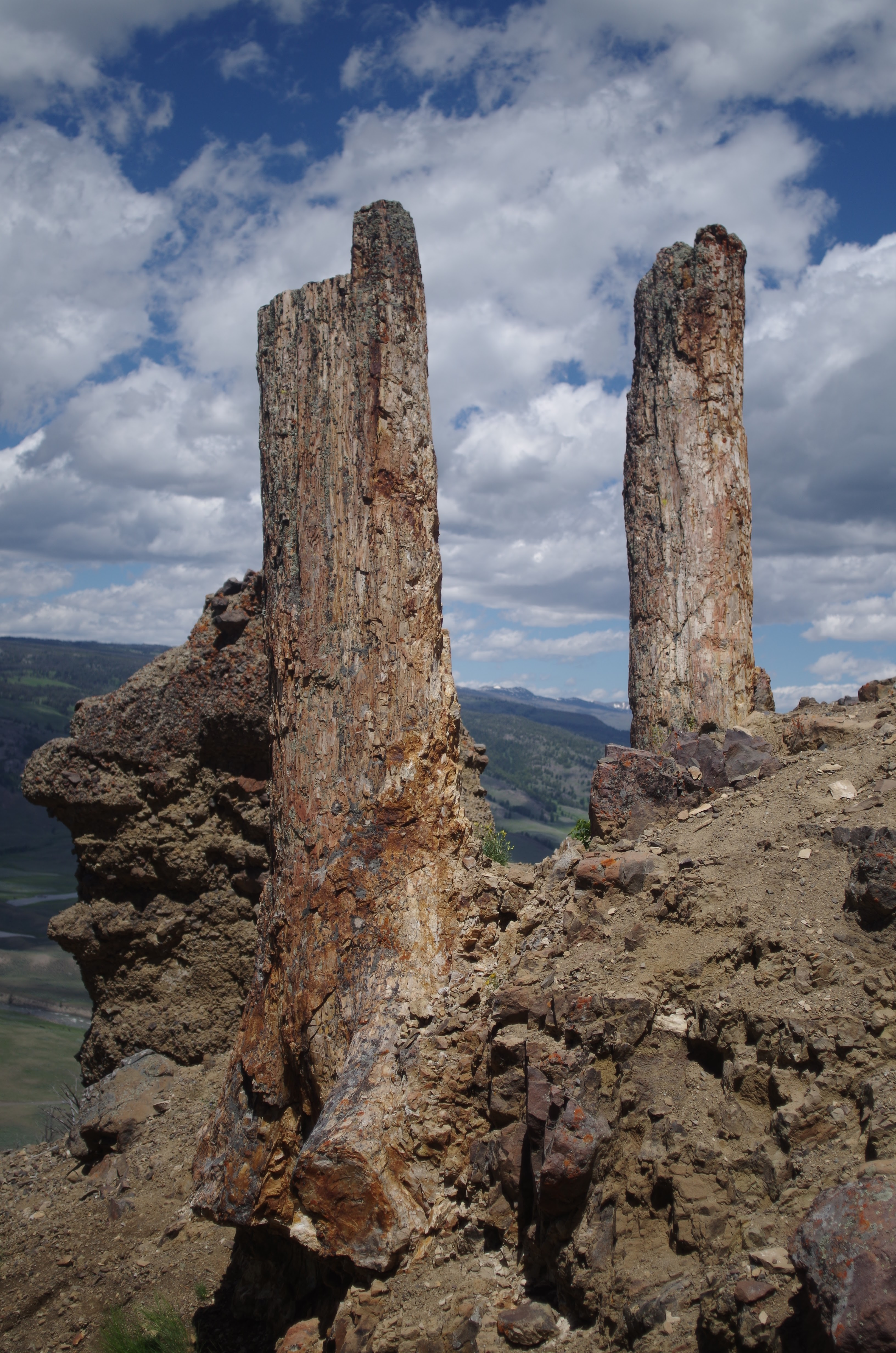
Yellowstone Petrified Forest

Ein bemerkenswertes Merkmal der Specimen Ridge und auch des Amethyst Mountain sind die gut erhaltenen versteinerten Wälder, die in der Lamar River Formation an den Hängen des Berges gefunden wurden. Diese Konzentrationen von versteinertem Holz werden als Yellowstone Petrified Forest bezeichnet. Die umfangreichen Expositionen an den nordöstlichen Hängen der Specimen Ridge umfassen ein klassisches Untersuchungsgebiet, den Fossil Forest, der seit mehr als 130 Jahren von einer Reihe von Forschern untersucht wird.

## Belege
1. ↑  Peakbagger: Peakbagger.com. Abgerufen am 5. Januar 2021.
2. ↑  Geonames: Specimen Ridge. Abgerufen am 5. Januar 2021.
3. ↑  Gannett, Henry (1905): The Origin of Certain Place Names in the United States. Hrsg.: United States Geological Survey. Reston, Virginia.
4. ↑  Holmes, WH (1878): Report on the geology of the Yellowstone National Park. Hrsg.: US Geological Survey Territories of Wyoming and Idaho.
5. ↑  Schneider, B (2003): Hiking Yellowstone National Park. Hrsg.: Falcon Press. Guilford, Connecticut, ISBN 0-7627-2539-7.
6. ↑  Fritz, WJ (1982): Geology of the Lamar River Formation, northeast Yellowstone National Park. Hrsg.: Wyoming Geological Association. Casper, Wyoming.
7. ↑  Fritz, WJ (1980): Depositional Environment of the Eocene Lamar River Formation in Yellowstone National Park. Hrsg.: Doctoral Dissertation, The University of Montana. Missoula, Montana.
8. ↑  Holmes, WH (1879): Fossil forests of the volcanic Tertiary formation of Yellowstone National Park. Hrsg.: United States Geological and Geographical Survey, Department of the Interior.
9. ↑  Dorf, E (1980): Petrified Forests of Yellowstone. Hrsg.: National Park Service, U.S. Department of Interior. Washington, D.C.